# Episodi di Sex Education (prima stagione)
La prima stagione della serie televisiva Sex Education, composta da 8 episodi, è stata pubblicata sul servizio di streaming on demand Netflix, in tutti i paesi in cui è disponibile, l'11 gennaio 2019.
| nº | Titolo originale | Titolo italiano | Pubblicazione   |
| -- | ---------------- | --------------- | --------------- |
| 1  | Episode 1        | Episodio 1      | 11 gennaio 2019 |
| 2  | Episode 2        | Episodio 2      | 11 gennaio 2019 |
| 3  | Episode 3        | Episodio 3      | 11 gennaio 2019 |
| 4  | Episode 4        | Episodio 4      | 11 gennaio 2019 |
| 5  | Episode 5        | Episodio 5      | 11 gennaio 2019 |
| 6  | Episode 6        | Episodio 6      | 11 gennaio 2019 |
| 7  | Episode 7        | Episodio 7      | 11 gennaio 2019 |
| 8  | Episode 8        | Episodio 8      | 11 gennaio 2019 |

## Episodio 1
- Titolo originale: Episode 1
- Diretto da: Ben Taylor
- Scritto da: Laurie Nunn

### Trama
Il giovane Otis Milburn, un liceale di 16 anni di ritorno dalle vacanze estive, affronta il primo giorno di liceo assieme al suo migliore amico Eric Effiong, un ragazzo gay dichiarato. Otis, ancora vergine, scopre dall'amico che quasi tutti gli studenti del campus hanno avuto delle esperienze sessuali durante l'estate, rendendosi conto di essere ancora parecchio inesperto rispetto ai propri coetanei. Il ragazzo, inoltre, ha delle serie difficoltà a masturbarsi e la madre Jean, una nota terapeuta sessuale, si intromette forzatamente nella vita del figlio con l'intento di intervenire sui suoi problemi di natura sessuale. I due amici, inoltre, vengono presi di mira da Adam Groff, bullo della scuola e figlio del preside Michael Groff, il quale, venuto a sapere della professione della madre di Otis, diffonde un video di educazione sessuale, nel quale compare proprio Jean. Otis, colto da profondo imbarazzo, fugge dalla classe e Maeve, una sua compagna, viene incaricata di andarlo a cercare. Il ragazzo si rifugia nei pressi di un bagno abbandonato all'interno dell'edificio scolastico e, quando Maeve lo raggiunge, i due scoprono che Adam si è nascosto in una toilette, in preda a una vistosa erezione causata da alcune pastiglie di Viagra. Il bullo confessa di sentirsi piuttosto insicuro a causa del ruolo del padre e delle notevoli dimensioni del proprio pene (causa di tanti pettegolezzi), e che proprio per questo non riesce a raggiungere l'orgasmo durante un rapporto. Otis gli dà alcuni consigli su come gestire la situazione e Adam, rassicurato dalle sue parole e intenzionato a far cessare le malelingue sul proprio conto, si spoglia davanti a tutta la scuola e in seguito ha un rapporto con la propria fidanzata, raggiungendo finalmente l'orgasmo. Le sue cattive azioni fanno però sì che la fidanzata lo lasci e sono causa dell'ennesimo rimprovero del padre. Maeve, colpita dalla bravura di Otis nel gestire una situazione così delicata, gli propone di mettere le proprie abilità al servizio degli studenti e di diventare di fatto un terapeuta sessuale come sua madre. Otis, seppur inizialmente riluttante, accetta infine la proposta e si mette in società con la ragazza.

## Episodio 2
- Titolo originale: Episode 2
- Diretto da: Ben Taylor
- Scritto da: Laurie Nunn

### Trama
Maeve inizia a cercare dei potenziali clienti per Otis, incontrando non poche difficoltà. Dopo aver fallito la prima seduta con la propria cliente, Otis è deciso a rinunciare, convinto di non essere portato per un lavoro tanto delicato. Maeve, intenzionata a proseguire, scopre che Aimee, ex fidanzata di Adam e sua amica, ha organizzato una festa a casa sua e coglie l'occasione per pubblicizzare la propria attività, suggerendo all'amico di distribuire consigli gratuiti per attirare la clientela. Nel frattempo, Adam non riesce a spiegarsi il motivo per cui la sua ragazza abbia deciso di lasciarlo e, ostinandosi, si presenta alla festa per convincerla a tornare assieme, ma dopo aver visto la stessa Aimee assieme a un altro ragazzo, distrugge l'urna contenente le ceneri della nonna dell'ex fidanzata e se ne va. Eric, deciso a far colpo sul ragazzo che gli piace, si mette in mostra davanti a tutti e inizia a spiegare come praticare una fellatio con una banana e alcune ragazze si mettono a imitarlo, facendo però quasi finire il gioco in tragedia. Intanto Otis, dopo un iniziale insuccesso, si rifugia in bagno e lì incontra una ragazza, che inizia a raccontare le proprie disavventure amorose. Proprio in quel momento, entra in bagno il fidanzato e Otis convince i due giovani a confrontarsi sui problemi che affliggono la serenità della coppia. Il giovane terapeuta riesce così a risolvere la situazione tra i due fidanzati ed è deciso ad andarlo a raccontare alla socia, che scopre a letto con Jackson, rappresentante degli studenti e campione di nuoto. Maeve, non avendo raccolto alcuna adesione per la propria attività (e avendo anche scoperto di essere incinta), lo raggiunge e lo convince a lasciar perdere, mettendo fine alla società. Il giorno seguente, tra gli studenti del campus si sparge la voce di ciò che era riuscito a fare Otis alla festa e molti ragazzi iniziano a chiedergli consigli su come affrontare determinate situazioni legate al sesso. Il giovane, incredulo, corre a comunicare la notizia a Maeve, la quale decide di ristabilire il sodalizio con l'improvvisato terapeuta.

## Episodio 3
- Titolo originale: Episode 3
- Diretto da: Ben Taylor
- Scritto da: Sophie Goodhart

### Trama
Maeve, conscia di non voler portare avanti la gravidanza, si rivolge a una clinica specializzata, decisa ad abortire ma, essendo ancora minorenne, le viene richiesto un accompagnatore. La ragazza, seppur inizialmente poco propensa a coinvolgere qualcuno nella faccenda, si convince e chiede aiuto a Otis, senza però rivelargli nulla. Il giovane terapeuta, tra una visita e l'altra e dopo un risveglio alquanto traumatico (a causa di un sogno erotico e di una conseguente polluzione notturna), si rende conto di essersi invaghito della propria socia in affari e accetta quindi di buon grado l'invito di Maeve. Alla clinica, Otis viene avvicinato da una coppia di antiabortisti, i quali gli fanno capire indirettamente il reale motivo dell'appuntamento di Maeve. Mentre la ragazza viene operata, Otis, per ingannare l'attesa, si dirige verso un supermercato per acquistare dei generi di conforto per Maeve e qui si ritrova a parlare con la giovane predicatrice, la quale gli confida che tra lei e il suo fidanzato (predicatore anch'egli) non corre buon sangue, avendo scoperto che egli ha avuto rapporti sessuali prematrimoniali, da lei considerati un tradimento nei confronti di Gesù anche se, alquanto ipocritamente, ammette apertamente di aver avuto a sua volta un gran numero di rapporti sessuali ma che, essendo stati tutto tranne che vaginali, sempre secondo lei non sono proibiti prima del matrimonio. Seppur trovandosi in una situazione alquanto bizzarra, il giovane terapeuta decide di aiutare la sventurata coppia a risolvere i propri problemi amorosi. Intanto, Eric entra a far parte del gruppo swing della scuola e conosce la stravagante Lily, la quale è così intenzionata a perdere la propria verginità da farsi invitare a casa del ragazzo con una scusa per avere un rapporto sessuale con lui. Eric le confessa, però, di essere omosessuale e di non avere alcun interesse per lei. Lily scopre inoltre la passione del giovane per i travestimenti e, per gioco, i due iniziano a vestirsi da donna e a truccarsi. Il padre di Eric irrompe nella stanza e, scoperte le inclinazioni del figlio, invita la ragazza a lasciare la casa e rimprovera Eric chiedendogli di togliersi abiti e trucco. Nel frattempo, Maeve e Otis arrivano al campo di roulotte dove vive la ragazza e, come a suggellare la propria amicizia, si stringono in un forte abbraccio prima di salutarsi.

## Episodio 4
- Titolo originale: Episode 4
- Diretto da: Ben Taylor
- Scritto da: Laura Neal e Laurie Nunn

### Trama
Otis e Maeve, dopo quanto accaduto alla clinica, iniziano ad aprirsi sempre di più l'uno con l'altra, scambiandosi messaggi e confidenze. Jackson, nel frattempo, continua a intrattenere un rapporto puramente carnale con la ragazza ma, deciso a compiere un passo successivo verso una relazione stabile, si rivolge proprio a Otis per chiedere consiglio. Quest'ultimo, seppur restio in tutti i modi ad aiutare Jackson, nel disperato tentativo di dissuaderlo dai propri intenti, gli fornisce involontariamente delle informazioni sui gusti musicali e letterari di Maeve, che il ragazzo arriva a sfruttare a proprio vantaggio per conquistarla. Sfortunatamente per lui, il ragazzo non riesce però a far breccia nel cuore della giovane e chiede di nuovo consiglio a Otis, il quale, ormai consapevole della propria infatuazione per Maeve e al contempo esasperato dalle richieste del giovane rappresentante, tenta di depistarlo, convincendolo a compiere un gesto eclatante davanti a tutta la scuola, sperando in un rifiuto da parte della ragazza, la quale inaspettatamente si rivela così colpita da tanto coraggio da rendere pubblica e ufficiale la loro relazione, lasciando Otis profondamente deluso e amareggiato. Nel frattempo, i due terapeuti devono affrontare il caso di una crisi sessuale tra due studentesse, che si risolve quando Otis fa capire ad una delle due che i sentimenti che prova per la propria compagna non sono romantici e non lo diventeranno col tempo, consigliandole di mettere fine alla relazione, per il bene di entrambe. A casa Milburn, Jean, durante alcuni lavori di ristrutturazione, conosce Jakob, un affascinante operaio vedovo, per il quale la terapeuta inizia fin da subito a mostrare interesse (anche se tenta in tutti i modi di non darlo a vedere). Adam, intanto, a causa dello scarso rendimento scolastico, viene chiamato nell'ufficio del preside, nonché suo padre, dove gli viene comunicato un ultimatum prima di essere trasferito in una scuola militare.

## Episodio 5
- Titolo originale: Episode 5
- Diretto da: Kate Herron
- Scritto da: Sophie Goodhart e Laura Hunter

### Trama
Maeve viene invitata a cenare a casa di Jackson. Qui le due madri del ragazzo accolgono con affetto la ragazza, ma quando chiedono dei suoi genitori, Maeve cerca una via per scappare che, alla fine, trova nella richiesta d'aiuto di una sua cliente: Ruby, una delle ragazze più popolari della scuola, ha scoperto che, al termine della giornata, una foto delle sue parti intime verrà inviata a tutta la scuola. Accettato l'incarico, Maeve chiama Otis per aiutarla, quindi il ragazzo accorre, anche se così facendo pianta in asso Eric, con cui stava andando alla festa di compleanno di quest'ultimo, entrambi vestiti in stile Hedwing. Mentre indagano, Maeve confessa a Otis che la ragione per cui ora sta aiutando Ruby, da sempre molto scortese con tutti, è che quando, anni prima, un ragazzo sparse in giro maldicenze su di lei fu sottoposta a un'umiliazione che nessuno, nemmeno Ruby, avrebbe dovuto subire. Dopo aver visitato un paio di sospettati, Otis e Maeve capiscono che la colpevole è l'insospettabile migliore amica di Ruby, Olivia, stanca dell'atteggiamento da prima donna dell'amica. Nel frattempo Eric viene derubato di cellulare e portafoglio, per poi essere picchiato da due omofobi. Ottenuto finalmente l'accesso a un telefono, Eric chiama Jean, che lo porta nella propria casa dove, una volta tornato anche Otis, i due amici litigano pesantemente. A tarda sera, Maeve torna da Jackson per scusarsi e lui, inaspettatamente, la perdona confessandole anche i propri problemi di ansia.

## Episodio 6
- Titolo originale: Episode 6
- Diretto da: Kate Herron
- Scritto da: Laurie Nunn & Freddy Syborn

### Trama
In un flashback, Otis sorprende suo padre Remi fare sesso con una sua paziente, episodio che porterà al divorzio dei suoi genitori. Su consiglio di suo padre, Otis decide di accettare le avances di Lily e di fare sesso con lei. Al momento del rapporto Otis, estremamente a disagio, ha un attacco di panico dovuto ai ricordi della sua infanzia scatenatisi in quel momento. Eric, traumatizzato e sempre più isolato, comincia a vestirsi in maniera sobria; si scaglia contro il sig. Hendrix (insegnante di musica e di educazione sessuale) e dà un pugno in faccia ad Anwar, per poi essere sospeso. Il padre di Eric cerca di instaurare un rapporto di confidenza, con risultati negativi. Adam vince un contest di scrittura con un testo scritto da Maeve dietro compenso. Miss Sands crede che il testo sia stato scritto da Maeve e informa Mr Groff, già sospettoso. Jean, ancora infatuata di Jakob, danneggia dei tubi in casa per poterlo chiamare. Il fratello di Maeve, Sean, ritorna dopo essere sparito per diversi mesi: i due si riconciliano dopo vari momenti di tensione. Mentre Otis cerca di capire i suoi sentimenti per Maeve, Ola gli dà il suo numero di telefono, cogliendolo alla sprovvista. Otis accetta nervosamente, inconsapevole che Maeve prova gli stessi sentimenti per lui.

## Episodio 7
- Titolo originale: Episode 7
- Diretto da: Kate Herron
- Scritto da: Sophie Goodhart

### Trama
Maeve e Otis non vogliono andare al ballo della scuola, ma Jackson e Ola li convinceranno a cambiare idea. Maeve prova a sabotare la relazione tra Otis e Ola, ma quest'ultima si mostra non influenzabile; quando prova a parlare con Otis, lui involontariamente la insulta e lei corre via. Eric, nuovamente sicuro di sé e della sua sessualità, va al ballo vestito da drag-queen, dove si riconcilia con Otis. Al ballo, un cliente di Otis minaccia di buttarsi dall'alto della scenografia, ma Otis riesce a calmarlo con un profondo monologo riguardo all'amore non corrisposto; Maeve è visibilmente commossa dal suo discorso e Jackson lo nota. Otis dice a Maeve che si sente responsabile per l'incidente accaduto e vuole interrompere l'attività; nel mentre Jackson, ubriaco, confessa di aver pagato Otis per ricevere consigli su come conquistare Maeve. Amareggiata e arrabbiata, Maeve tronca l'amicizia con Otis e va via in preda alla furia. Più tardi, Jackson litiga con la sua rigida ed esigente madre e torna da Maeve, dichiarandole il suo amore. Adam ha un alterco con suo padre, finendo per debilitare ulteriormente il loro già difficile rapporto. Jakob confessa a Jean che vorrebbe una relazione stabile, ma lei lo respinge dicendosi preoccupata per la relazione di Otis con Ola. Otis trova una bozza del nuovo libro di sua madre, dove sono riportati i dettagli delle frustrazioni sessuali del figlio.

## Episodio 8
- Titolo originale: Episode 8
- Diretto da: Kate Herron
- Scritto da: Laurie Nunn

### Trama
Il preside Groff trova tracce di sostanze stupefacenti, vendute da Sean al ballo, e si convince che Otis e Maeve siano coinvolti in un giro di droga nell'ambiente scolastico. Intimidisce Meave, minacciandola di denunciare suo fratello, ma lei decide di proteggerlo e si fa espellere. Dopo che Maeve ha confessato di non amarlo, Jackson comincia ad assentarsi dalle lezioni di nuoto e decide di non rappresentare la scuola nelle nazionali finché Maeve non sarà riammessa. Groff però si rifiuta di darle una seconda possibilità. Eric e Adam si trovano in punizione insieme: dopo una breve lotta, i due finiranno per baciarsi. La loro relazione verrà troncata dalla decisione del padre di Adam di mandare il figlio alla scuola militare. Otis litiga con Jean, rinfacciandole di aver scritto un libro sui suoi disagi personali. Jean dice a Jakob di non poterlo più frequentare per non interferire nella relazione fra Otis e Ola, ma subito dopo vanno a letto insieme. Otis si riconcilia con Ola. Maeve trova il premio del concorso vinto da Adam, che Otis ha trafugato dalla scuola per lei, allegando un biglietto di scuse. Meave va poi a casa di Otis per confessargli i suoi sentimenti, ma lo vede baciare Ola e corre via senza essere notata. Dopo il bacio, Otis è finalmente in grado di masturbarsi.